# Грејт Бенд (Канзас)
Грејт Бенд (енгл. Great Bend) град је у америчкој савезној држави Канзас.

## Демографија
По попису из 2010. године број становника је 15.995, што је 650 (4,2%) становника више него 2000. године.
| Група             | 2000.          | 2010.          |
| Белци             | 12.837 (83,7%) | 12.250 (76,6%) |
| Афроамериканци    | 248 (1,6%)     | 276 (1,7%)     |
| Азијати           | 47 (0,3%)      | 39 (0,2%)      |
| Хиспаноамериканци | 2.025 (13,2%)  | 3.164 (19,8%)  |
| Укупно            | 15.345         | 15.995         |